# Rio Gălăoaia Mare
O Rio Gălăoaia Mare é um rio da Romênia, afluente do Gălăoaia, localizado no distrito de Mureş.